# آتشک لاله
آتشک لاله (نام علمی: Botrytis tulipae)، یک نوع بیماری قارچی در گل لاله است.

## علائم
ابتدا لکه‌هایی به مانند خیساندن برگ در آب و به رنگ سبز تیره یا قهوه‌ای روشن در روی برگ پدیدار می‌شود، سپس این لکه‌ها گسترش پیدا می‌کنند. در گل لکه‌هایی به رنگ سفید تا قهوه‌ای روشن بروز کرده گل خشک می‌شود. راه انتشار از طریق پیاز آلوده‌است. دمای بین ۲۰–۱۵ درجه سانتیگراد و بارش مداوم و پی در پی باران شرایط مناسب برای ابتدا به این بیماری را به وجود می‌آورد.